# Eurysquilla
Eurysquilla is een geslacht van kreeftachtigen uit de klasse van de Malacostraca (hogere kreeftachtigen).

## Soorten
- Eurysquilla chacei Manning, 1969
- Eurysquilla crosnieri Moosa, 1991
- Eurysquilla foresti Moosa, 1986
- Eurysquilla galatheae Manning, 1977
- Eurysquilla holthuisi Manning, 1969
- Eurysquilla leloeuffi Manning, 1977
- Eurysquilla maiaguesensis (Bigelow, 1901)
- Eurysquilla pacifica Manning, 1975
- Eurysquilla plumata (Bigelow, 1901)
- Eurysquilla pumae Hendrickx & Salgado-Barragán, 1987
- Eurysquilla sewelli (Chopra, 1939)
- Eurysquilla solari Manning, 1970
- Eurysquilla veleronis (Schmitt, 1940)